# 内斯 (爱尔兰)
内斯（英语：Naas/ˈneɪs/；爱尔兰语：Nás na Ríogh[n̪ˠaːsˠ n̪ˠə ɾˠiː]），是爱尔兰基尔代尔郡的一个城镇。总人口20,713（2011年）。该城镇为基尔代尔郡郡治。